# Nadróż
Nadróż [pronunciación en polaco: /ˈnadruʂ/] (en alemán: Lichtenacker) es un pueblo ubicado en el distrito administrativo de Gmina Rogowo, dentro del Distrito de Rypin, Voivodato de Cuyavia y Pomerania, en el norte de Polonia central. Se encuentra aproximadamente a 6 kilómetros al norte de Rogowo, a 7 kilómetros al suroeste de Rypin, y a 51 kilómetros al este de Toruń.